# Tritaxys australis
Tritaxys australis là một loài ruồi trong họ Tachinidae.